# Senhorim
Senhorim es una freguesia portuguesa del concelho de Nelas, con 31,08 km² de superficie y 1.453 habitantes (2001). Su densidad de población es de 46,8 hab/km².